# カルケドン信条
カルケドン信条（カルケドンしんじょう、英: Chalcedonian Definition）とは、キリスト教の基本信条の一つ。451年にカルケドン公会議で定められ、今日もカトリック教会、正教会、プロテスタント教会（特に長老派・改革派教会における正統派）の間で承認されている。
カルケドン信条（451年）はニカイア・コンスタンティノポリス信条（381年）と並んで東西両教会で広く受け入れられているキリスト教の基本信条である。アタナシオス信条と使徒信条もまた、西方教会（カトリック教会及びプロテスタント諸教派など）を中心に広く承認されている。
カルケドン信条・カルケドン公会議によってまとめられた定式が目指したのは、三位一体論をめぐる論争の終結ではなく（三位一体論はこれまでの公会議で既に決着済であった）、キリスト論におけるアンティオキア神学とアレクサンドリア神学の総合であった。

## 本文

### ギリシャ語原文[2][3]
Ἑπόμενοι τοίνυν τοῖς ἁγίοις πατράσιν ἕνα καὶ τὸν αὐτὸν ὁμολογεῖν υἱὸν τὸν κύριον ἡμῶν Ἰησοῦν Χριστὸν συμφώνως ἅπαντες ἐκδιδάσκομεν, τέλειον τὸν αὐτὸν ἐν θεότητι καὶ τέλειον τὸν αὐτὸν ἐν ἀνθρωπότητι, θεὸν ἀληθῶς καὶ ἄνθρωπον ἀληθῶς τὸν αὐτὸν, ἐκ ψυχῆς λογικῆς καὶ σώματος, ὁμοούσιον τῷ πατρὶ κατὰ τὴν θεότητα, καὶ ὁμοούσιον τὸν αὐτὸν ἡμῖν κατὰ τὴν ἀνθρωπότητα, κατὰ πάντα ὅμοιον ἡμῖν χωρὶς ἁμαρτίας· πρὸ αἰώνων μὲν ἐκ τοῦ πατρὸς γεννηθέντα κατὰ τὴν θεότητα, ἐπ ̓ ἐσχάτων δὲ τῶν ἡμερῶν τὸν αὐτὸν δἰ ἡμᾶς καὶ διὰ τὴν ἡμετέραν σωτηρίαν ἐκ Μαρίας τῆς παρθένου τῆς θεοτόκου κατὰ τὴν ἀνθρωπότητα, ἕνα καὶ τὸν αὐτὸν Χριστόν, υἱόν, κύριον, μονογενῆ, ἐκ δύο φύσεων [ἐν δύο φύσεσιν], ἀσυγχύτως, ἀτρέπτως ,vi ἀδιαιρέτως, ἀχωρίστως νωριζόμενον· οὐδαμοῦ τῆς τῶν φύσεων διαφορᾶς ἀνῃρημένης διὰ τὴν ἕνωσιν, σωζομένης δὲ μᾶλλον τῆς ἰδιότητος ἑκατέρας φύσεως καὶ εἰς ἓν πρόσωπον καὶ μίαν ὑπὸστασιν συντρεχούσης, οὐκ εἰς δύο πρόσωπα μεριζόμενον ἢ διαιρούμενον, ἀλλ ̓ ἕνα καὶ τὸν αὐτὸν υἱὸν καὶ μονογενῆ, θεὸν λόγον, κύριον Ἰησοῦν Χριστόν· καθάπερ ἄνωθεν οἱ προφῆται περὶ αὐτοῦ καὶ αὐτὸς ἡμᾶς ὁ κύριος Ιησοῦς Χριστὸς ἐξεπαίδευσε καὶ τὸ τῶν πατέρων ἡμῖν καραδέδωκε σύμβολον.

### ラテン語訳
Sequentes igitur sanctos patres,
unum eundemque confiteri Filium et Dominum nostrum Jesum Christum consonanter omnes decemus, eundem perfectum in deitate et eundem perfectum in humanitate; 
Deum verum et hominem verum eundem ex anima rationali et corpore; 
consubstantialem Patri secundum deitatem, consubstantialem nobis eundem secundum humanitatem;
'per omnia nobis similem, absque peccato':
ante secula quidem de Patre genitum secundum deitatem; 
in novissimis autem diebus eundem propter nos et propter nostram salutem ex Maria virgine, Dei genitrice secundum humanitatem;
unum eundemque Christum, filium, Dominum, unigenitum, in duabus naturis inconfuse, immutabiliter, indivise, inseperabiliter agnoscendum:
nusquam sublata differentia naturaarum propter unitionem, 
magisque salva proprietate utriusque naturae, et in unam personam atque subsistentiam concurrente:
non in dous personas partitum aut divisum, sed unum eundemque Filium et unigenitum, Deum verbum, Dominum Jesum Christum;

sicut ante prophetae de eo et ipse nos Jesus Christus erudivit et patrum nobis symbolum tradidit.

### 日本語訳
われわれはみな、教父たちに従って、心を一つにして、次のように考え、宣言する。

われわれの主イエス・キリストは唯一同一の子である。同じかたが神性において完全であり、この同じかたが人性においても完全である。

同じかたが真の神であり、同時に霊魂と肉体とからなる真の人間である。

同じかたが神性において父と同一実体であるとともに、人性においてわれわれと同一実体であり、「罪のほかはすべてにおいてわれわれと同じである」。

神性においては、この世の前に父から生まれたが、この同じかたが、人性においては終わりの時代に、われわれのため、われわれの救いのために、神の母処女マリアから生まれた。

彼は、唯一同一のキリスト、主、ひとり子として、

二つの本性において混ぜ合わされることなく、変化することなく、分割されることなく、引き離されないものとして知られるかたである。

この結合によって二つの本性の差異が取り去られるのではなく、むしろ各々の本性の特質は保持され、

唯一の人格、唯一の個別存在に共存している。

彼は二つの人格に分けられたり、分割されたりはせず、

唯一同一の子、ひとり子、ロゴスなる神、イエス・キリストである。